# 比尼昂
比尼昂（法語：Bignan，法語發音：[biɲɑ̃]）是法国莫尔比昂省的一个市镇，属于蓬蒂维区。

## 地理
比尼昂（47°52'45"N, 2°46'28"W）面积45.84 平方千米，位于法国布列塔尼大區莫尔比昂省，该省份为法国西北部沿海省份，位于布列塔尼半岛南部，北起阿摩尔滨海省、西接菲尼斯泰尔省，南濒大西洋，东南接大西洋卢瓦尔省，东临伊勒-维莱讷省。
与比尼昂接壤的市镇（或旧市镇、城区）包括：圣阿卢埃斯特尔、比莱翁、盖埃诺、圣让布雷沃莱、科尔波、穆斯图瓦尔阿克、洛克米内、莫雷阿克。

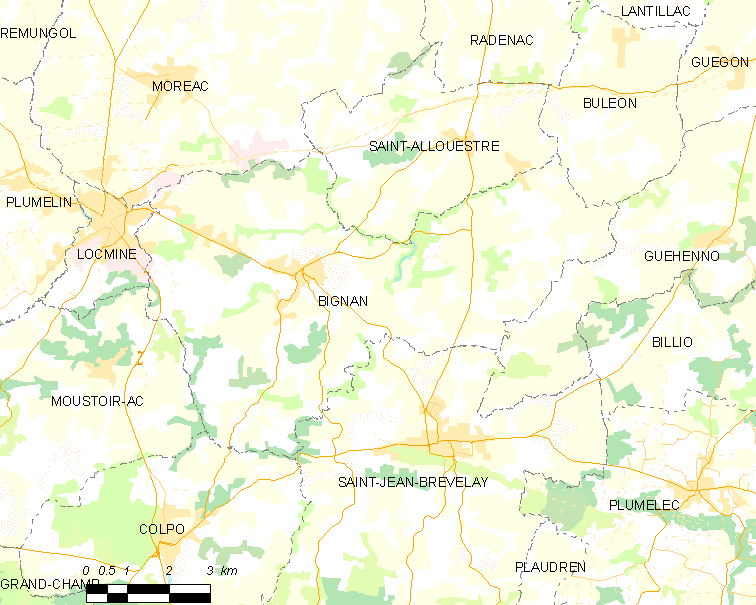
比尼昂的OSM定位图

比尼昂的时区为UTC+01:00、UTC+02:00（夏令时）。

## 行政
比尼昂的邮政编码为56500，INSEE市镇编码为56017。

## 政治
比尼昂所属的省级选区为莫雷阿克县。

## 人口

1962-2008年间比尼昂人口变化图示

比尼昂于2022年1月1日时的人口数量为2750人。